# Roning under sommer-OL 2020 – Singlesculler (herrer)
Herrernes roning i singlesculler under Sommer-OL 2020 finder sted den 23. juli - 30. juli 2021 i Sea Forest Waterway, der ligger i Tokyo Bay zonen.

## Format
Der er i alt 32 roere til konkurrencen, der bliver indledt med seks indledende heats. De tre bedste roere fra hvert heat går til kvartfinalerne mens de resterende går til tre opsamlingsheat. I opsamlingsheatene går de to bedste roere fra hvert heat videre til kvartfinalerne. De ikke kvalificerede roer går herefter til E og F semifinalerne/finalen (og ror derved om pladserne 25 – 32). I kvartfinalerne går de tre bedste roere videre til semifinalerne mens de øvrige går til C og D semifinaler/finalen (og ror derved om pladserne 13 – 24). I semifinalerne går de tre bedste roere til finalen mens de resterende seks roere går til B finalen og ror om pladserne 7 – 12.

## Kvalifikation
Hver NOC kunne kvalificere én båd i klassen.
| Kvalifikation                                     | Dato                           | Vært      | Pladser | Kvalificeret                                                                                 |
| ------------------------------------------------- | ------------------------------ | --------- | ------- | -------------------------------------------------------------------------------------------- |
| Værtsnation                                       | N/A                            | N/A       | 1       | Japan                                                                                        |
| VM i roning 2019                                  | 25. august – 1. september 2019 | Østrig    | 9       | Tyskland · Danmark · Holland · Tjekkiet · Litauen · Norge · New Zealand · Kroatien · Italien |
| Afrikansk Kvalifikationsturnering 2019            | 10. – 13. oktober 2019         | Tunesien  | 5       | Egypten · Zimbabwe · Benin · Elfenbenskysten · Libyen                                        |
| Amerikansk Kvalifikationsturnering 2020           | 2. – 5. april 2020             | Brasilien | 5       |                                                                                              |
| Europæisk Kvalifikationsturnering 2020            | 27. – 29. april 2020           | Italien   | 3       |                                                                                              |
| Asiatisk og Oceanien Kvalifikationsturnering 2020 | 27. – 30. april 2020           | Sydkorea  | 5       |                                                                                              |
| Afsluttende Kvalifikationsturnering 2020          | 17.–19. maj 2020               | Schweiz   | 2       |                                                                                              |
| Tripartite                                        | N/A                            | N/A       | 2       |                                                                                              |
| Total                                             |                                |           | 32      |                                                                                              |

## Tidsplan
Nedenstående tabel viser tidsplanen for afvikling af konkurrencen:
| Dato     | Tid   | Runde              |
| -------- | ----- | ------------------ |
| 23. juli | 08:30 | Heats              |
| 24. juli | 08:30 | Opsamlingsheat     |
| 25. juli | 09:00 | E og F Semifinaler |
| 26. juli | 09:40 | Kvartfinaler       |
| 27. juli | 08:30 | C og D Semifinaler |
| 28. juli | 11:18 | Semifinaler        |
| 29. juli | 08:30 | F Finale           |
| 29. juli | 08:54 | E Finale           |
| 29. juli | 11:38 | D Finale           |
| 30. juli | 08:57 | C Finale           |
| 30. juli | 09:21 | B Finale           |
| 30. juli | 09:45 | Finale             |

## Resultater

### Indledende Heats

#### Heat 1
23. juli 2021 kl. 08:30
| Placering | Land      | Roer                      | Tid     | Note |
| --------- | --------- | ------------------------- | ------- | ---- |
| 1         | Norge     | Kjetil Borch              | 6:54,46 | K    |
| 2         | Ungarn    | Bendegúz Pétervári-Molnár | 7:04,42 | K    |
| 3         | Brasilien | Lucas Verthein            | 7:05,00 | K    |
| 4         | Tjekkiet  | Jan Fleissner             | 7:16,56 | O    |
| 5         | Kuwait    | Abdulrahman Al-Fadhel     | 8:49,03 | O    |
| 6         | Irak      | Mohammed Al-Khafaji       | 8:57,01 | O    |

#### Heat 2
23. juli 2021 kl. 08:40
| Placering | Land                      | Roer                  | Tid     | Note |
| --------- | ------------------------- | --------------------- | ------- | ---- |
| 1         | Grækenland                | Stefanos Ntouskos     | 6:59,49 | K    |
| 2         | New Zealand               | Jordan Parry          | 7:04,45 | K    |
| 3         | Peru                      | Alvaro T0rres Masias  | 7:07,92 | K    |
| 4         | Monaco                    | Quentin Antognelli    | 7:10,52 | O    |
| 5         | Den Dominikanske Republik | Ignacio Vasquez Jorge | 7:43,71 | O    |
| 6         | Vanuatu                   | Riilio Rii            | 8:00,98 | O    |

#### Heat 3
23. juli 2021 kl. 08:50
| Placering | Land       | Roer                 | Tid     | Note |
| --------- | ---------- | -------------------- | ------- | ---- |
| 1         | Danmark    | Sverri Nielsen       | 7:02,88 | K    |
| 2         | Italien    | Gennaro Di Mauro     | 7:06,87 | K    |
| 3         | Kasakhstan | Vladislav Yakovlev   | 7:10,08 | K    |
| 4         | Zimbabwe   | Peter Purcell-Gilpin | 7:10,65 | O    |
| 5         | Libyen     | Alhussein Ghambour   | 7:52,37 | O    |

#### Heat 4
23. juli 2021 kl. 09:00
| Placering | Land          | Roer                | Tid     | Note |
| --------- | ------------- | ------------------- | ------- | ---- |
| 1         | Canada        | Trevor Jones        | 7:04,12 | K    |
| 2         | Litauen       | Mindaugas Griskonis | 7:05,88 | K    |
| 3         | Tyrkiet       | Onat Kazakli        | 7:20,11 | K    |
| 4         | Bermuda       | Dara Alizadeh       | 7:34,96 | O    |
| 5         | Saudi-Arabien | Vladislav Yakovlev  | 7:54,18 | O    |

#### Heat 5
23. juli 2021 kl. 09:10
| Placering | Land                      | Roer                | Tid     | Note |
| --------- | ------------------------- | ------------------- | ------- | ---- |
| 1         | Kroatien                  | Damir Martin        | 7:09,17 | K    |
| 2         | Ruslands Olympiske Komité | Alexander Vyazovkin | 7:14,95 | K    |
| 3         | Filippinerne              | Cris Nievarez       | 7:22,97 | K    |
| 4         | Nicaragua                 | Felix Potoy         | 7:32,54 | O    |
| 5         | Benin                     | Privel Hinkati      | 7:40,87 | O    |

#### Heat 6
23. juli 2021 kl. 09:20
| Placering | Land            | Roer               | Tid     | Note |
| --------- | --------------- | ------------------ | ------- | ---- |
| 1         | Tyskland        | Oliver Zeidler     | 7:00,40 | K    |
| 2         | Japan           | Ryuta Arakawa      | 7:02,79 | K    |
| 3         | Egypten         | Abdelkhalek Elbana | 7:03,44 | K    |
| 4         | Holland         | Finn Florijn       | 7:04,56 | O    |
| 5         | Elfenbenskysten | Franck N´Dir       | 7:49,19 | O    |

### Opsamlingsheat
De to første i hvert heat kvalificere sig til kvartfinalene; resten går til semifinalerne E/F (ikke med i kampen om medaljene).

#### Opsamlingsheat 1
| Placering | Bane | Roer                | Nastion         | Tid     | Noter |
| --------- | ---- | ------------------- | --------------- | ------- | ----- |
| 1         | 4    | Quentin Antognelli  | Monaco          | 7.34,14 | Q     |
| 2         | 1    | Mohammed Al-Khafaji | Irak            | 7.41,72 | Q     |
| 3         | 3    | Félix Potoy         | Nicaragua       | 7.44,52 | QEF   |
| 4         | 5    | Alhussein Ghambour  | Libyen          | 7.57,88 | QEF   |
| 5         | 2    | Franck N'Dri        | Elfenbenskysten | 8.03,25 | QEF   |

#### Opsamlingsheat 2
| Placering | Bane | Roer            | Nation                    | Tid     | Noter |
| --------- | ---- | --------------- | ------------------------- | ------- | ----- |
| 1         | 2    | Jan Fleissner   | Tjekkiet                  | 7:29.90 | Q     |
| 2         | 3    | Dara Alizadeh   | Bermuda                   | 7:35.90 | Q     |
| 3         | 4    | Ignacio Vásquez | Den Dominikanske Republik | 7:42.83 | QEF   |
| 4         | 1    | Privel Hinkati  | Benin                     | 7:55.93 | QEF   |

#### Opsamlingsheat 3
| Placering | Bane | Roer                  | Nation        | Tid     | Noter |
| --------- | ---- | --------------------- | ------------- | ------- | ----- |
| 1         | 3    | Peter Purcell-Gilpin  | Zimbabwe      | 7:35.16 | Q     |
| 2         | 2    | Husein Alireza        | Saudi-Arabien | 8:06.78 | Q     |
| 3         | 1    | Rio Rii               | Vanuatu       | 8:17.00 | QEF   |
| 4         | 5    | Abdulrahman Al-Fadhel | Kuwait        | 9:04.73 | QEF   |
|           | 4    | Finn Florijn          | Holland       |         | DNS   |

### Kvartfinaler
De første tre i hvert heat kvalificerer sig til semifinaler A/B, de øvrige kvalificerer sig til semifinale C/D

#### Kvartfinale 1
| Nr. | Bane | Roer                 | Nation        | Tid     | Noter |
| --- | ---- | -------------------- | ------------- | ------- | ----- |
| 1   | 4    | Kjetil Borch         | Norge         | 7:10.97 | QAB   |
| 2   | 3    | Stefanos Douskos     | Grækenland    | 7:12.77 | QAB   |
| 3   | 2    | Gennaro Di Mauro     | Italien       | 7:26.25 | QAB   |
| 4   | 1    | Quentin Antognelli   | Monaco        | 7:29.99 | QCD   |
| 5   | 5    | Abdelkhalek El-Banna | Egypten       | 7:32.86 | QCD   |
| 6   | 6    | Husein Alireza       | Saudi-Arabien | 8:35.05 | QCD   |

#### Kvartfinale 2
| Nr. | Bane | Roer                 | Nation                    | Tid     | Noter |
| --- | ---- | -------------------- | ------------------------- | ------- | ----- |
| 1   | 4    | Sverri Nielsen       | Danmark                   | 7:10.52 | QAB   |
| 2   | 3    | Trevor Jones         | Canada                    | 7:17.65 | QAB   |
| 3   | 5    | Aleksandr Vyazovkin  | Ruslands Olympiske Komité | 7:20.04 | QAB   |
| 4   | 2    | Onat Kazaklı         | Tyrkiet                   | 7:32.86 | QCD   |
| 5   | 1    | Dara Alizadeh        | Bermuda                   | 7:35.73 | QCD   |
| 6   | 6    | Peter Purcell-Gilpin | Zimbabwe                  | 7:37.97 | QCD   |

#### Kvartfinale 3
| Nr. | Bane | Roer                      | Nation     | Tid     | Noter |
| --- | ---- | ------------------------- | ---------- | ------- | ----- |
| 1   | 3    | Damir Martin              | Kroatien   | 7:17.71 | QAB   |
| 2   | 2    | Bendegúz Pétervári-Molnár | Ungarn     | 7:24.63 | QAB   |
| 3   | 4    | Ryuta Arakawa             | Japan      | 7:26.04 | QAB   |
| 4   | 5    | Álvaro Torres             | Peru       | 7:31.85 | QCD   |
| 5   | 6    | Jan Fleissner             | Tjekkiet   | 7:37.01 | QCD   |
| 6   | 1    | Vladislav Yakovlev        | Kasakhstan | 7:39.47 | QCD   |

#### Kvartfinale 4
| Placering | Bane | Roer                | Nation       | Tid     | Noter |
| --------- | ---- | ------------------- | ------------ | ------- | ----- |
| 1         | 4    | Oliver Zeidler      | Tyskland     | 7:12.75 | QAB   |
| 2         | 2    | Lucas Verthein      | Brasilien    | 7:14.26 | QAB   |
| 3         | 5    | Mindaugas Griskonis | Litauen      | 7:16.71 | QAB   |
| 4         | 3    | Jordan Parry        | New Zealand  | 7:18.48 | QCD   |
| 5         | 6    | Cris Nievarez       | Filippinerne | 7:50.74 | QCD   |
| 6         | 1    | Mohammed Al-Khafaji | Irak         | 8:03.55 | QCD   |

### Semifinaler
De tre første i hvert heat kvalificerer sig til finalerne på øverste niveau (E, C, A) mens resten kvalificere sig til finalerne på lavere niveau (F, D, B). Undtaget er at fra semifinale går den siste til finale F og resten til finale E.

#### Semifinale A/B 1
| Placering | Bane | Roer                | Nation    | Tid     | Noter |
| --------- | ---- | ------------------- | --------- | ------- | ----- |
| 1         | 3    | Kjetil Borch        | Norge     | 6:42.92 | FA    |
| 2         | 4    | Damir Martin        | Kroatien  | 6:45.27 | FA    |
| 3         | 6    | Mindaugas Griškonis | Litauen   | 6:45.90 | FA    |
| 4         | 1    | Gennaro Di Mauro    | Italien   | 6:50.19 | FB    |
| 5         | 5    | Lucas Verthein      | Brasilien | 7:02.87 | FB    |
| 6         | 2    | Trevor Jones        | Canada    | 7:06.18 | FB    |

#### Semifinale A/B 2
| Placering | Bane | Roer                      | Nation                    | Tid     | Noter |
| --------- | ---- | ------------------------- | ------------------------- | ------- | ----- |
| 1         | 2    | Stefanos Ntouskos         | Grækenland                | 6:41.61 | FA    |
| 2         | 4    | Sverri Nielsen            | Danmark                   | 6:44.00 | FA    |
| 3         | 1    | Aleksandr Vyazovkin       | Ruslands Olympiske Komité | 6:44.56 | FA    |
| 4         | 3    | Oliver Zeidler            | Tyskland                  | 6:45.16 | FB    |
| 5         | 5    | Bendegúz Pétervári-Molnár | Ungarn                    | 6:59.08 | FB    |
| 6         | 6    | Ryuta Arakawa             | Japan                     | 6:59.26 | FB    |

### Finaler

#### Finale F
| Placering | Bane | Udøver                | Nation  | Tid     | Noter |
| --------- | ---- | --------------------- | ------- | ------- | ----- |
| 30        | 2    | Rio Rii               | Vanuatu | 7:49.82 |       |
| 31        | 1    | Abdulrahman Al-Fadhel | Kuwait  | 8:32.67 |       |

#### Finale E
| Placering | Bane | Udøver             | Nation                    | Tid     | Noter |
| --------- | ---- | ------------------ | ------------------------- | ------- | ----- |
| 25        | 4    | Ignacio Vásquez    | Den Dominikanske Republik | 7:25.88 |       |
| 26        | 3    | Félix Potoy        | Nicaragua                 | 7:28.00 |       |
| 27        | 2    | Privel Hinkati     | Benin                     | 7:38.58 |       |
| 28        | 5    | Franck N'Dri       | Elfenbenskysten           | 7:42.55 |       |
| 29        | 1    | Al-Hussein Gambour | Libyen                    | 7:47.64 |       |

#### Finale D
| Placering | Bane | Udøver               | Nation        | Tid     | Note |
| --------- | ---- | -------------------- | ------------- | ------- | ---- |
| 19        | 2    | Vladislav Yakovlev   | Kasakhstan    | 7:03.37 |      |
| 20        | 4    | Peter Purcell-Gilpin | Zimbabwe      | 7:03.85 |      |
| 21        | 1    | Onat Kazaklı         | Tyrkiet       | 7:13.65 |      |
| 22        | 3    | Mohammed Al-Khafaji  | Irak          | 7:18.65 |      |
| 23        | 5    | Cris Nievarez        | Filippinerne  | 7:21.28 |      |
| 24        | 6    | Husein Alireza       | Saudi-Arabien | 7:52.67 |      |

#### Finale C
| Placering | Bane | Udøver               | Nation      | Tid     | Note |
| --------- | ---- | -------------------- | ----------- | ------- | ---- |
| 13        | 3    | Jordan Parry         | New Zealand | 6:55.55 |      |
| 14        | 2    | Abdelkhalek El-Banna | Egypten     | 7:00.72 |      |
| 15        | 5    | Quentin Antognelli   | Monaco      | 7:01.85 |      |
| 16        | 1    | Jan Fleissner        | Tjekkiet    | 7:02.93 |      |
| 17        | 4    | Álvaro Torres        | Peru        | 7:03.69 |      |
| 18        | 6    | Dara Alizadeh        | Bermuda     | 7:09.91 |      |

#### Finale B
| Placering | Bane | Udøver                    | Nation    | Tid     | Note |
| --------- | ---- | ------------------------- | --------- | ------- | ---- |
| 7         | 4    | Oliver Zeidler            | Tyskland  | 6.44.44 |      |
| 8         | 3    | Gennaro Di Mauro          | Italien   | 6:47.38 |      |
| 9         | 1    | Trevor Jones              | Canada    | 6:48.51 |      |
| 10        | 5    | Bendegúz Pétervári-Molnár | Ungarn    | 6:50.45 |      |
| 11        | 6    | Ryuta Arakawa             | Japan     | 6:50.91 |      |
| 12        | 2    | Lucas Verthein            | Brasilien | 6:52.09 |      |

#### Finale A
| Placering                        | Bane | Udøver                  | Nation                    | Tid     | Note |
| -------------------------------- | ---- | ----------------------- | ------------------------- | ------- | ---- |
| 1                                | 4    | Stefanos Ntouskos       | Grækenland                | 6:40.45 | OB   |
| 2. plads, sølvmedaljemodtager(e) | 3    | Kjetil Borch            | Norge                     | 6:41.66 |      |
| 3                                | 2    | Damir Martin            | Kroatien                  | 6:42.58 |      |
| 4                                | 5    | Sverri Sandberg Nielsen | Danmark                   | 6:42.73 |      |
| 5                                | 6    | Aleksandr Vyazovkin     | Ruslands Olympiske Komité | 6:49.09 |      |
| 6                                | 1    | Mindaugas Griškonis     | Litauen                   | 6:57.60 |      |